# Elezioni parlamentari in Corea del Sud del 1958
Le elezioni parlamentari in Corea del Sud del 1958 si tennero il 2 maggio e furono vinte dal Jayudang, che ottenne 126 seggi su 233. L'affluenza fu dell'87,8%.

## Contesto
Siccome aveva un controllo totale sul Parlamento ed aveva assunto poteri dittatoriali, il presidente Syngman Rhee era riuscito a far approvare una nuova legge elettorale che permetteva al partito che riceveva più del 40% dei voti di avere la maggioranza in Parlamento. Fu facile per Rhee vincere le elezioni, anche se non mancarono i sospetti di brogli elettorali.

## Risultati
| Jayudang                   | 3 607 092  | 42,06 | 126 |  |  |  |
| Partito Democratico        | 2 914 049  | 33,98 | 79  |  |  |  |
| Partito per l'Unificazione | 53 716     | 0,63  | 1   |  |  |  |
| Associazione Nazionale     | 50 568     | 0,59  | –   |  |  |  |
| Altri                      | 90 160     | 1,05  | –   |  |  |  |
| Indipendenti               | 1 857 707  | 21,66 | 27  |  |  |  |
| Totale                     | 8 576 757  | 100   | 233 |  |  |  |
|                            |            |       |     |  |  |  |
| Voti non validi            | 347 148    | 3,89  |     |  |  |  |
| Votanti                    | 8 923 905  | 87,80 |     |  |  |  |
| Elettori                   | 10 164 428 |       |     |  |  |  |

## Conseguenze del voto
Avendo ottenuto la maggioranza assoluta in Parlamento, Rhee fu nominato per la seconda volta Primo Ministro. Nel 1960 si candidò di nuovo alle elezioni presidenziali, e in seguito alla morte del suo avversario del Partito Democratico Cho Pyong-ok, rimase l'unico candidato e vinse col 100% dei voti. Questo fatto destò molti sospetti di brogli elettorali, e scatenò numerose proteste, che portarono alla rivoluzione d'aprile, che costrinse Rhee alle dimissioni e pose fine alla Prima Repubblica di Corea. Il Parlamento fu sciolto, a giugno si tennero le elezioni parlamentari e ad agosto quelle presidenziali